# БЫБЫБЫбристоль
{{hangon}}
Великая Печенгская компания основанная 3 ноября 2023 года, компания созданная после неизвестных событий. Легенды поселения Печенга передающиеся из уст в уста.
За все эти годы были некоторые изменения в составе компании, но все они привели к идеалу, который существует и по сей день.

Истории:
1. Нападение подчинённых фараона:  4 октября 2023 года в подвал одного из членов компании стали ведаться пьяные подчинённые фараона, а в последствии и разбили там лагерь. Но БЫБЫБЫБристоль это не понравилось, и надо было выпроваживать этих злостных египтян. И компания приступила к вытравливанию, после пытки зловещим ватсап догом (которая у сожалению не увенчалась успехом) у них появилился до изумления безупречный план, они позвали существо из самой преисподней и уже это существенно выгнало подчинённых фараона на улицу, но это не конец. Нельзя было оставлять их слоняющимися по улицам Печенги, поэтому недолго думая они отправились за ними, примерно через 10 минут они нашли их и с помощью тамошних стражей правопорядка отправили на родину в Египет, к самому фараону.
2. Набеги Ессы и Немирова: В общей сумме было совершено не мало набегов этих хулиганов, раньше они совершали набеги, пока компания отдыхала на берегу реки Печенга, но в последствии было предпринято решение перенести место набегов в гараж одного из участников компании, ведь там было легче отбивать налёт этих негодяев, ходят слухи что они до сих пор преследуют некоторых участников БЫБЫБЫБристоль.
3. Выживание на корабе: Встречая лето БЫБЫБЫБристоль отправились на залив, взяв с собой съестных припасов. Придя туда они обнаружили Кайман, корабль из Печенгский мифов. После этого началось выживание на корабле. Обустроив его под себя, компания столкнулась с трудностями погоды Кольского полуострова. С невозможностью выйти наружу они столкнулись с ведением именуемым в наших краях "Дочки-Матери". После чего полностью поддавшись этому ведению стали вживаться в роль. И только выйдя из транса ведения за ними приехал спасательный Логан.